# 해변의 사생활
해변의 사생활(Private Resort)은 미국에서 제작된 조지 보월즈 감독의 1985년 코미디 영화이다. 조니 뎁 등이 주연으로 출연하였고 돈 엔라이트 등이 제작에 참여하였다.

## 출연

### 주연
- 조니 뎁
- 롭 모로우

### 조연
- 토니 아지토
- 에밀리 롱스트레스
- 카린 오브라이언
- 도디 굿맨
- 힐러리 쉐퍼드
- 헥터 엘리존도

## 제작진
- 미술: 마이클 코렌블리스
- 의상: 질 M. 오하네슨
- 배역: 엘리자베스 로스틱